# Étienne Restat
Étienne Restat, né le 23 mai 1898 à Casseneuil (Lot-et-Garonne) où il est mort le 30 novembre 1971, est un homme politique français.

## Détail des fonctions et des mandats
Mandat parlementaire
- 26 avril 1959 - 26 septembre 1965 : Sénateur de Lot-et-Garonne